# 卡布拉斯
卡布拉斯（義大利語：Cabras），是意大利奥里斯塔诺省的一个市镇。总面积102.18平方公里，人口9126人，人口密度89.3人/平方公里（2009年）。ISTAT代码为095018。